# Escala subatòmica
L'escala subatòmica és l'espectre de mides que ocupen els objectes més petits que un àtom. En aquesta escala es manifesten les parts constituents dels àtoms, incloent-hi el nucli amb els seus protons i neutrons, així com els electrons, que segueixen òrbites esfèriques o el·líptiques al voltant del nucli.
L'escala subatòmica inclou l'escala subnuclear, que és milers de vegades més petita i l'escala a la qual es manifesten les parts constituents dels protons i els neutrons, els quarks.